# Jürgen Mlynek
Jürgen Mlynek (* 15. März 1951 in Gronau (Leine)) ist ein deutscher Physiker und war von 2005 bis 2015 Präsident der Helmholtz-Gemeinschaft.

## Leben
Jürgen Mlynek absolvierte nach dem Abitur 1969 an der Leibnizschule in Hannover seinen Grundwehrdienst. Er studierte von 1970 bis 1976 Physik an der Technischen Universität Hannover und an der École Polytechnique in Paris. 1979 wurde er in Hannover mit der Arbeit Quantum-Beat-Spektroskopie mit Hilfe eines Transmissionsverfahrens zum Dr. rer. nat. promoviert; 1984 habilitierte er sich.
Er war von 1976 bis 1981 wissenschaftlicher Assistent in Hannover und ging 1982 für ein Jahr als Postdoc an das IBM Research Laboratory in San José (Kalifornien). Nach drei weiteren Jahren als Hochschulassistent in Hannover wurde er 1985 Heisenberg-Stipendiat der DFG und war von 1986 bis 1990 Assistenzprofessor an der Eidgenössischen Technischen Hochschule (ETHZ) in Zürich.
Er erhielt 1990 einen Ruf als ordentlicher Professor für Experimentalphysik an die Universität Konstanz. Dort realisierte er erstmals ein Atominterferometer und führte wegweisende Experimente auf dem Gebiet der Atomoptik und Quantenoptik durch. Hierzu gehörten seine Arbeiten zum Heisenberg-Mikroskop und die Messung der Wignerfunktion von Quantenzuständen der Materie und des Lichts. Seit 2000 ist er Professor für Experimentalphysik an der Humboldt-Universität zu Berlin.
Er war von 1996 bis 2001 Vizepräsident der Deutschen Forschungsgemeinschaft (DFG), wo er sich mit Fragen zur Förderung des wissenschaftlichen Nachwuchses beschäftigte. Von 2000 bis 2005 war er Präsident der Humboldt-Universität zu Berlin. Seine Amtszeit fiel in eine Zeit drastischer Kürzungen, so dass er in seinem Amt eine Reihe von Reformen durchführte mit dem Ziel, Strukturen zu verschlanken und Exzellenz zu fördern. Während seiner Präsidentschaft erfolgten der Umzug der Naturwissenschaften von Berlin-Mitte in Neubauten nach Adlershof sowie wichtige Bauentscheidungen in Mitte wie etwa zur Grimm-Bibliothek.
2005 wechselte Mlynek als Präsident zur Helmholtz-Gemeinschaft deutscher Forschungszentren, der größten deutschen Forschungsorganisation. Er folgte Walter Kröll nach. Im Juni 2009 wurde er für eine zweite und letzte Amtsperiode (2010–2015) wiedergewählt. Während seiner Präsidentschaft wurde die programmorientierte Forschung weiterentwickelt und die Helmholtz-Mission im Sinne strategischer Forschung im nationalen Interesse gestärkt. Darüber hinaus entwickelte er neue Instrumente der strategischen Zusammenarbeit mit Universitäten wie Helmholtz-Allianzen und Helmholtz-Institute.
2006 war er einer der Mitbegründer des von der Helmholtz-Gemeinschaft von Beginn an unterstützten Hauses der kleinen Forscher, der mittlerweile erfolgreichsten frühkindlichen Bildungsinitiative im deutschsprachigen Raum. Er gründete 2007 ferner die Helmholtz-Akademie für Führungskräfte zur Vermittlung von Managementtechniken im Wissenschaftsbereich, die auch Partnerorganisationen und Universitäten offensteht.
Seit Herbst 2015 ist er wieder als Professor im Institut für Physik der Humboldt-Universität in Adlershof tätig und hat sich im Frühjahr 2016 als Hochschullehrer offiziell entpflichten lassen. Er engagiert sich u. a. als Kuratoriumsvorsitzender der Falling Walls Foundation, als Vorsitzender des Strategic Advisory Boards der European Quantum Technology Flagship-Initiative, als Stiftungsratsvorsitzender der Stiftung Kinder forschen, als Vorstandsvorsitzender der Wilhelm und Else Heraeus-Stiftung und in verschiedenen Hochschul- und Wissenschaftsgremien (u. a. Stiftungsratsvorsitzender der Leibniz Universität Hannover). Er war bis vor Kurzem langjähriges Mitglied des Aufsichtsrates der Verlagsgruppe Georg von Holtzbrinck und der Carl Zeiss AG.
Mlynek arbeitete vor allem in der experimentellen Quantenoptik, Atomphysik und der Oberflächenphysik. Rund 200 seiner Arbeiten sind im Citation Index gelistet, sein Zitationsindex beträgt 7875, sein h-Index 47.
Jürgen Mlynek ist seit 1972 mit der Lehrerin Dagmar Mlynek verheiratet. Das Ehepaar hat zwei erwachsene Söhne.

## Ehrungen und Auszeichnungen
Mlynek ist ordentliches Mitglied der Berlin-Brandenburgischen Akademie der Wissenschaften, des Konvents für Technikwissenschaften (acatech) und der Academia Europaea (2008).
- Stipendiat im Heisenberg-Programm, 1985–1986
- 1987: Physik-Preis der Deutschen Physikalischen Gesellschaft (DPG)
- 1992: Gottfried-Wilhelm-Leibniz-Preis der Deutschen Forschungsgemeinschaft
- 1996: Max-Born-Preis des Institute of Physics (London) und der Deutschen Physikalischen Gesellschaft
- 2003: Urania-Medaille Berlin
- 2008: Verdienstorden des Landes Berlin
- 2009: Großes Verdienstkreuz des Niedersächsischen Verdienstordens
- 2010: Verdienstkreuz 1. Klasse des Verdienstordens der Bundesrepublik Deutschland
- 2012: Ehrendoktorwürde von der Fakultät für Naturwissenschaften der Universität Ulm[2]
- 2014: Ehrenring der Stadt Garbsen[3]
- 2019: Goldenes Ehrenzeichen für Verdienste um die Republik Österreich
- 2022: Ehrendoktorwürde der Aalto-Universität (Helsinki)[4]

## Veröffentlichungen (Auswahl)
- W. Lange and J. Mlynek: Quantum beats in transmission by time-resolved polarization spectroscopy. Phys. Rev. Lett 40, 1373–1375 (1978)
- J. Mlynek, N.C. Wong, R.G. De Voe, E.S. Kintzer and R.G. Brewer: Raman heterodyne detection of nuclear magnetic resonances. Phys. Rev. Lett. 50, 993–996 (1983)
- O. Carnal and J. Mlynek: Young's double slit experiment with atoms: a simple atom interferometer. Phys. Rev. Lett. 66, 2689–2692 (1991)
- O. Carnal, M. Sigel, T. Sleator, H. Takuma and J. Mlynek: Imaging and focusing of atoms by a Fresnel zone plate. Phys. Rev. Lett. 67, 3231–3234 (1991)
- C.S. Adams, M. Sigel and J. Mlynek: Atom Optics. Phys. Rep. 240, 143–210 (1994)
- T. Pfau, S. Spälter, Ch. Kurtsiefer, C. Ekstrom and J. Mlynek: Loss of spatial coherence by a single spontaneous emission. Phys. Rev. Lett. 73, 1223 (1994)
- S. Seel, R. Storz, G. Ruoso, J. Mlynek and S. Schiller: Cryogenic optical resonators: a new tool for laser frequency stabilization at the 1 Hz level. Phys. Rev. Lett. 78, 4741 (1997)
- Ch. Kurtsiefer, T. Pfau and J. Mlynek: Measurement of the Wigner function of an ensemble of helium atoms. Nature 386, 150 (1997)
- G. Breitenbach, S. Schiller and J. Mlynek: Measurement of the quantum states of squeezed light, Nature 387, 471 (1997)
- J. Michaelis, C. Hettich, J. Mlynek and V. Sandoghdar: Optical microscopy using a single-molecule light source. Nature 405, 325 (2000)
- A.I. Lvovsky, H. Hansen, T. Aichele, O. Benson, J. Mlynek and S. Schiller: Quantum State Reconstruction of the Single-Photon Fock State. Phys. Rev. Lett. 87, 402 (2001)